# Giusto d'Andrea

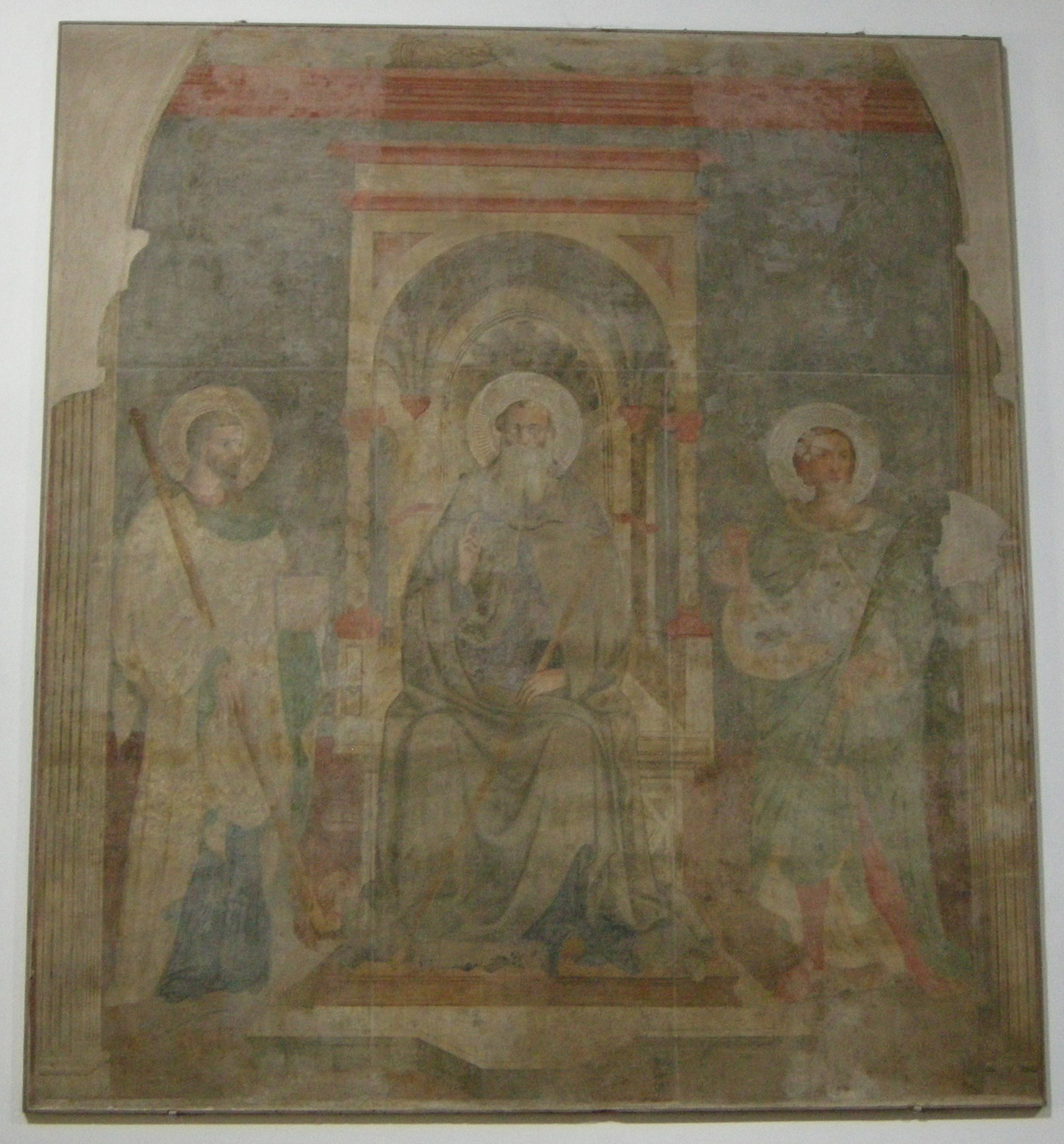
Sant'Antonio tra i santi Jacopo ed Egidio, Santa Maria a Peretola

Giusto d'Andrea (Firenze, 1440 – 1496) è stato un pittore italiano, figlio di Andrea di Giusto.

## Biografia
Lavorò con Benozzo Gozzoli, Neri di Bicci e Filippo Lippi. Le sue opere, principalmente affreschi, sono, tra l'altro, a Certaldo e a San Gimignano. Nella chiesa di Santa Maria a Peretola ha lasciato un affresco con Sant'Antonio fra i Santi Jacopo ed Egidio, del 1466, mentre della sua decorazione della facciata sono rimaste poche tracce. Da annoverare I tre Arcangeli e La Madonna con il Figlio conservati alla Galleria dell'Accademia di Firenze e il Martirio di san Sebastiano a San Gimignano.
Pittore non eccelso, al punto che le sue collaborazioni non si allontanarono quasi mai dal ruolo di semplice esecutore di cartoni preparati da uno dei suoi maestri.
Ha lasciato anche un diario intitolato Ricordi in cui parla anche dei suoi maestri.